# Sister Sledge
Sister Sledge (Си́стер Следж) — американская музыкальная группа, образовавшаяся в 1971 году. Состояла из сестёр Дебби, Ким, Джони и Кэти Следж, которые теперь наиболее известны по работе с группой Chic в конце 1970-х годов.
Группа записывалась с начала 1970-х годов, но достигла пика популярности в эру диско. Образована группа была в Филадельфии в 1971 году. На тот момент сёстрам было от 12 до 16 лет, и они записали свой первый сингл — «Time Will Tell» — для филадельфийского лейбла Money Back. (Причём первые несколько лет группа называлась «Sisters Sledge»).
Второй сингл — «Weatherman» — они записали в 1972 году, уже подписав контракт с другим лейблом, Atco. Следующий сингл — «Mama Never Told Me», по стилю похожий на Jackson 5 — появился на свет в 1973 году. И вот уже в 1974 году группе удалось пробиться в чарты — их первым общенациональным хитом стала песня «Love, Don’t You Go Through No Changes on Me», которая добралась до 31 места в ритм-энд-блюзовом чарте «Билборда».
Теперь коллектив наиболее известен по своей песне 1979 года «We Are Family».
Также можно отметить такие хиты, как «He’s the Greatest Dancer», «Lost in Music», их кавер на песню Мэри Уэллс «My Guy» (14 место в R&B-чарте), «Frankie» (1981, 32 место в R&B-чарте).
В конце 1990-х годов группа ещё была активна.
10 марта 2017 года скончалась одна из участниц группы Джони Следж.

## Дискография
- См. «Sister Sledge § Discography» в английском разделе.

## Признание
Песня «We Are Family» в исполнении группы Sister Sledge входит в составленный Залом славы рок-н-ролла список 500 Songs That Shaped Rock and Roll.